# 文具
文具是对書寫及其輔助工具的一個統稱。
在中國，毛筆、墨、紙、硯有文房四寶之稱，除了硯可能現代人不用，其他的是寫毛筆字時不可缺少的。
文具是每個人都需要的工具，是學生學習的主要輔助工具，也是許多人的收藏品。

## 文具一覽

### 書寫工具

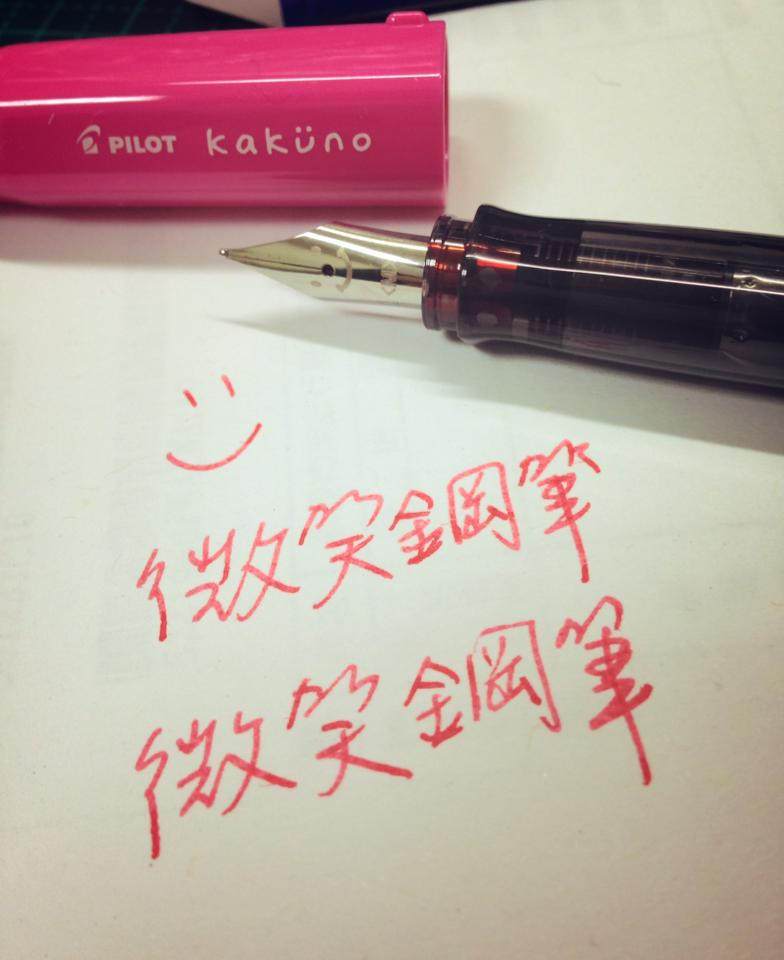
PILOT第一代微笑鋼筆

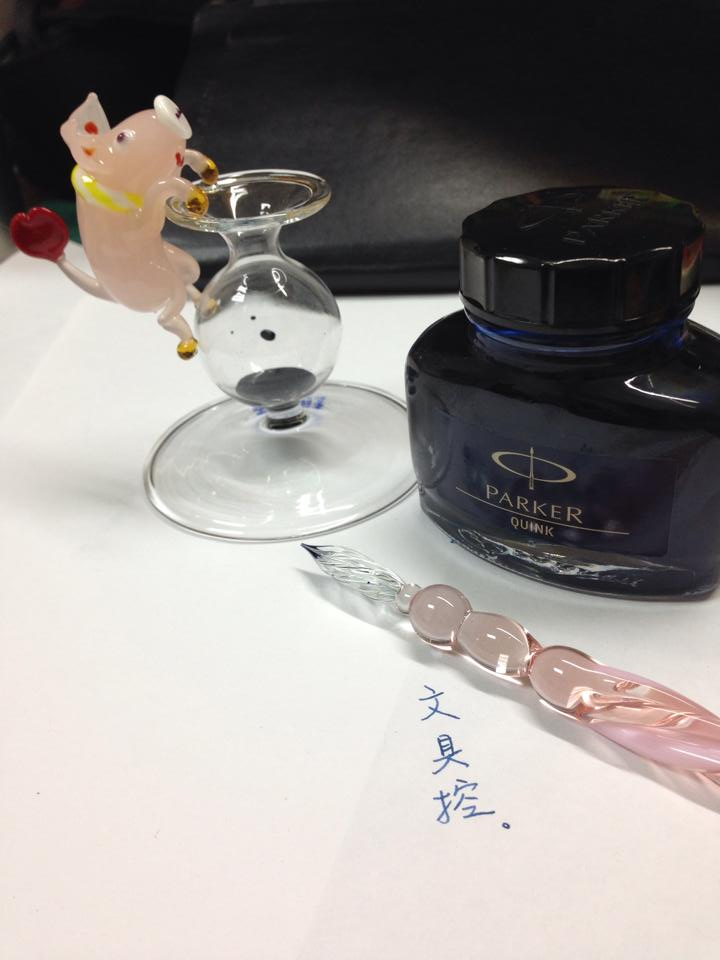
內灣玻璃筆和派克墨水

現今普遍使用的是簽字筆和原子筆，繪製藝術底稿和畫圖則多用鉛筆。而古代，在中國，使用的是毛筆。
古希臘、古羅馬曾在木板面上塗蠟，然後用鐵棒在蠟面上划寫。
古代埃及和波斯，曾將蘆葦桿削尖當筆使用。
從中世紀開始，在歐美，則是使用蘆葦筆或鵝毛筆，兩種筆因筆尖材質截然不同，毛筆為軟質筆尖，寫時圓轉，粗細差別很大，而蘆葦筆為硬質筆尖，寫時方正多角。

筆的演變：

16世紀中期 歐洲已有人用鉛筆書寫

1650年代左右 德國人首先將石墨包在鉛筆的木質鞘內

1795年 德國的孔德發展出製造鉛筆的程序，這套方法一直沿用至今

18世紀自動鉛筆才開始使用

- 鉛筆
- 自動鉛筆
  - 自動鉛筆筆芯
- 原子筆
- 中性筆
- 魔擦鋼珠筆
- 重點用筆
  - 旋轉蠟筆
  - 螢光筆
- 玻璃筆
- 沾水筆
- 鋼筆
  - 墨水
- 粉筆
  - 環保粉筆
- 麥克筆
- 白板筆

### 修正用品

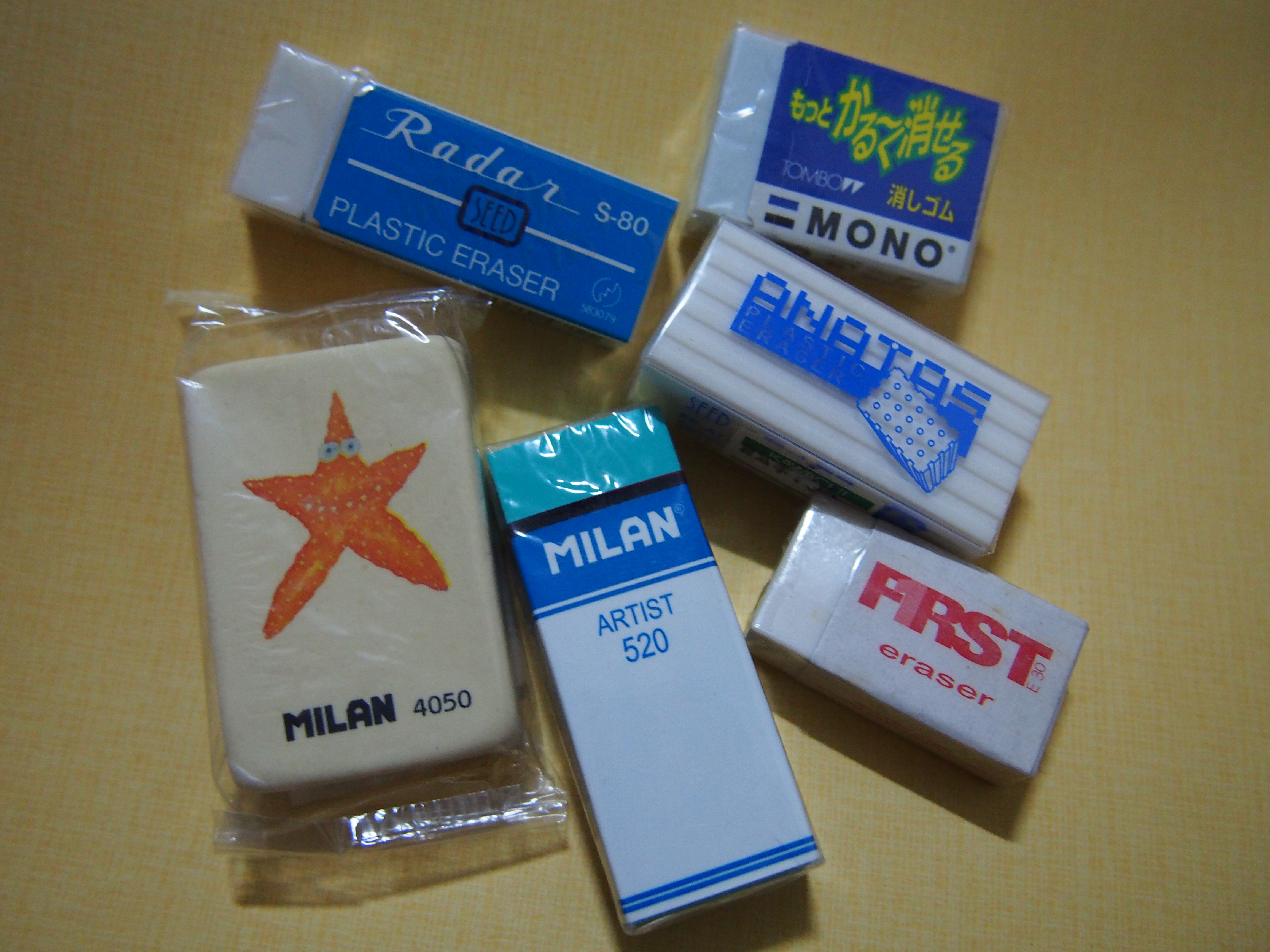
各式各樣的橡皮擦

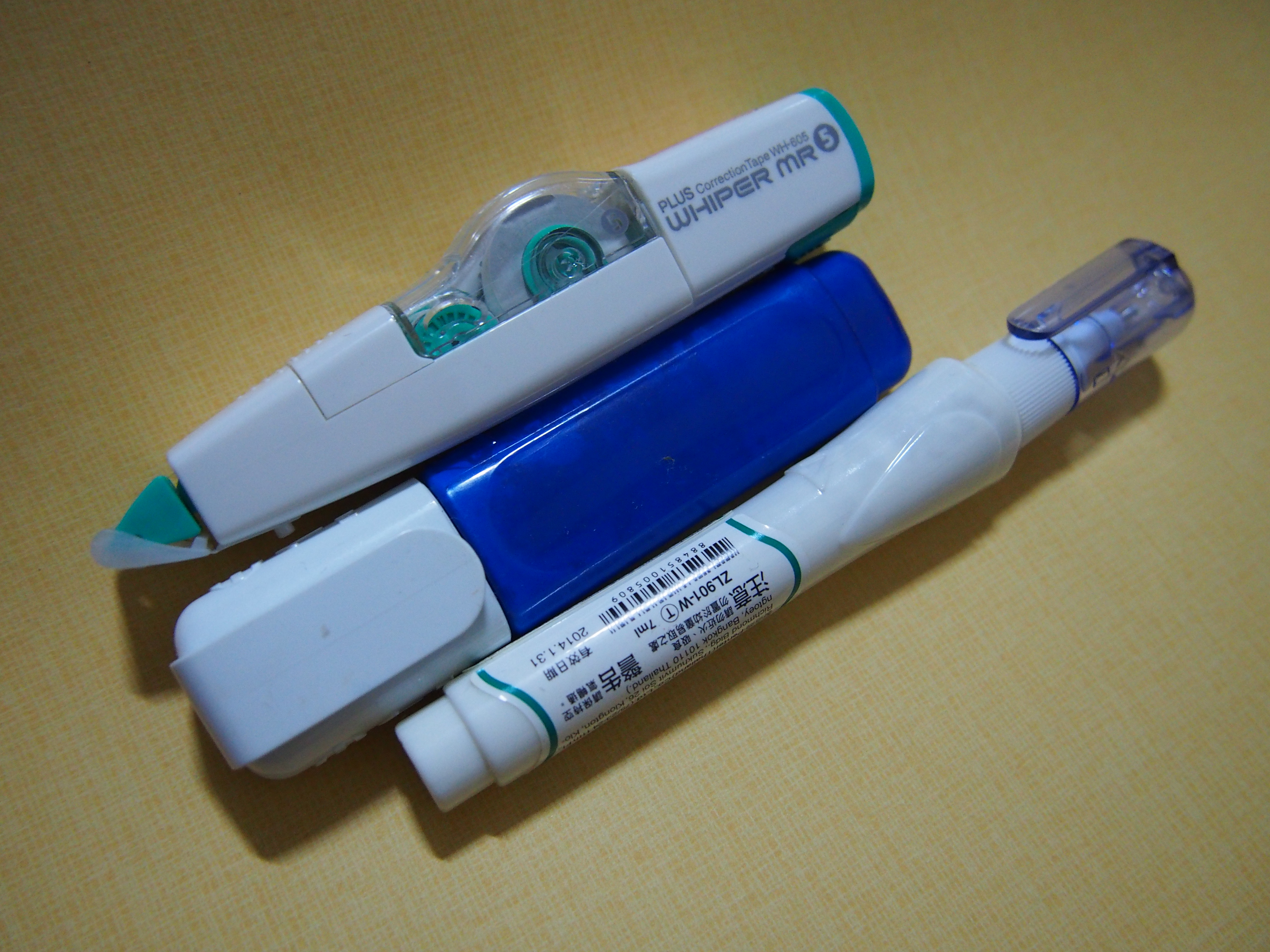
立可帶與立可白

修正書寫錯誤時的用品：橡皮擦用來擦拭鉛筆筆跡，立可白與立可帶用來塗去墨水筆跡；黑板擦使用在擦拭粉筆筆跡，而白板擦用在擦拭白板筆筆跡。
- 橡皮擦
- 修正液
- 修正帶
- 黑板擦
- 白板擦
- 雌黃

### 纸制品 筆記用紙
紙的用途相當廣泛，主要為提供筆書寫。此外，亦有其他多種用途，如美術品製作等。
- 紙
- 信封
- 筆記本
- 便利貼[2]
- 行事曆

### 裁剪工具

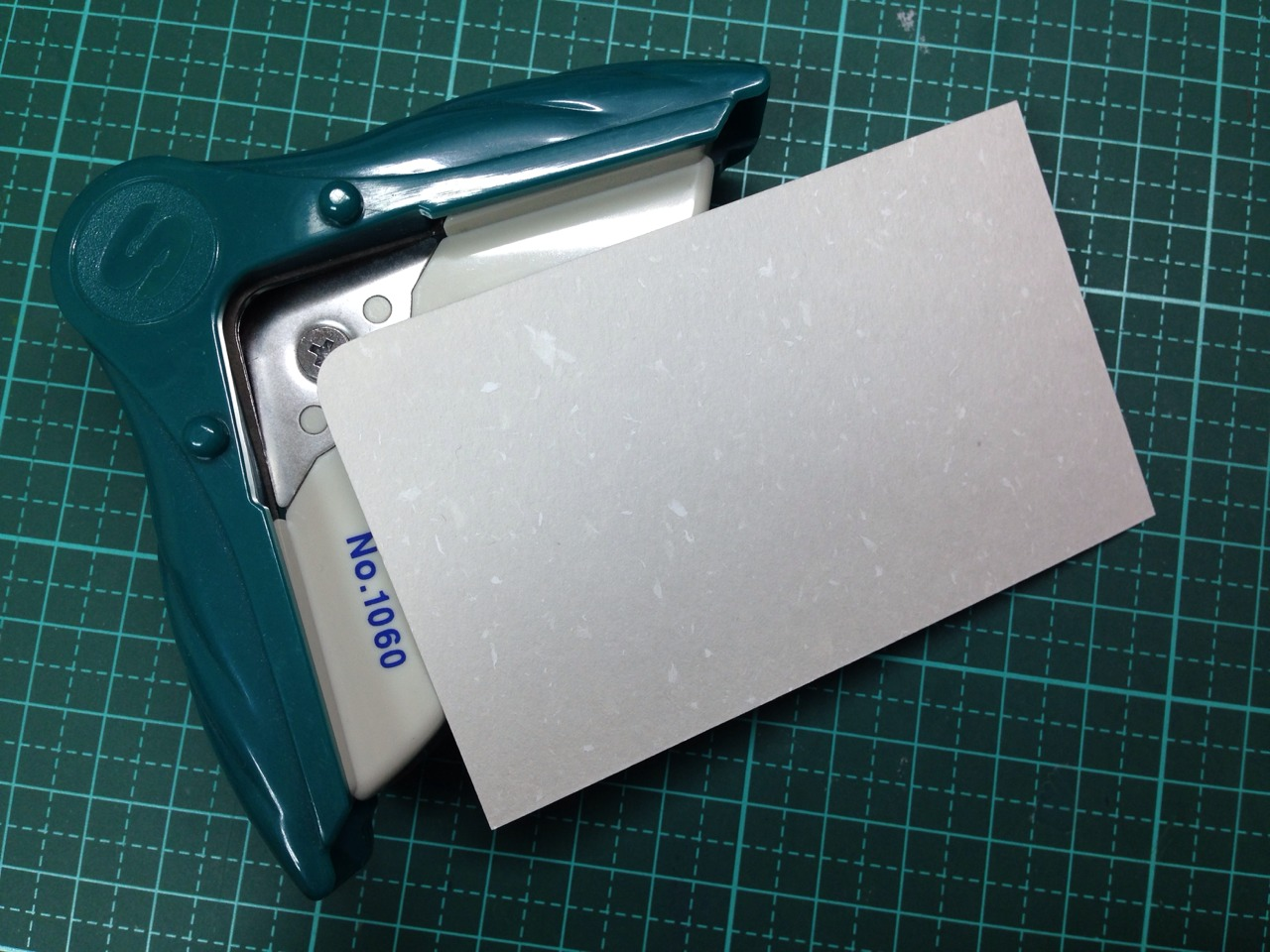
圓角器及其成品

不同的裁剪工具有不同的用途，主要都是利用刀鋒銳利的特點進行切割、雕塑等用途。

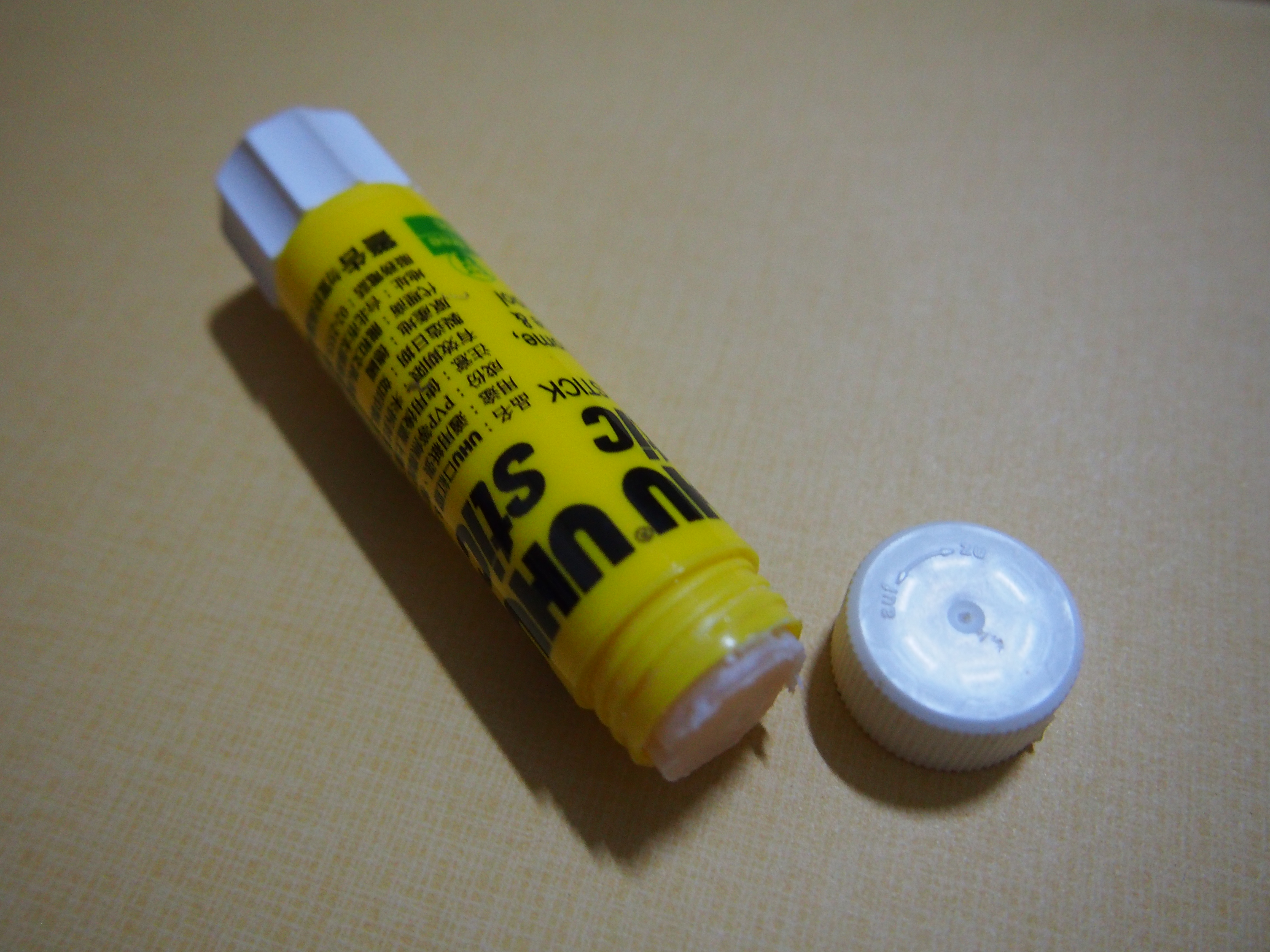
黏貼工具-口紅膠

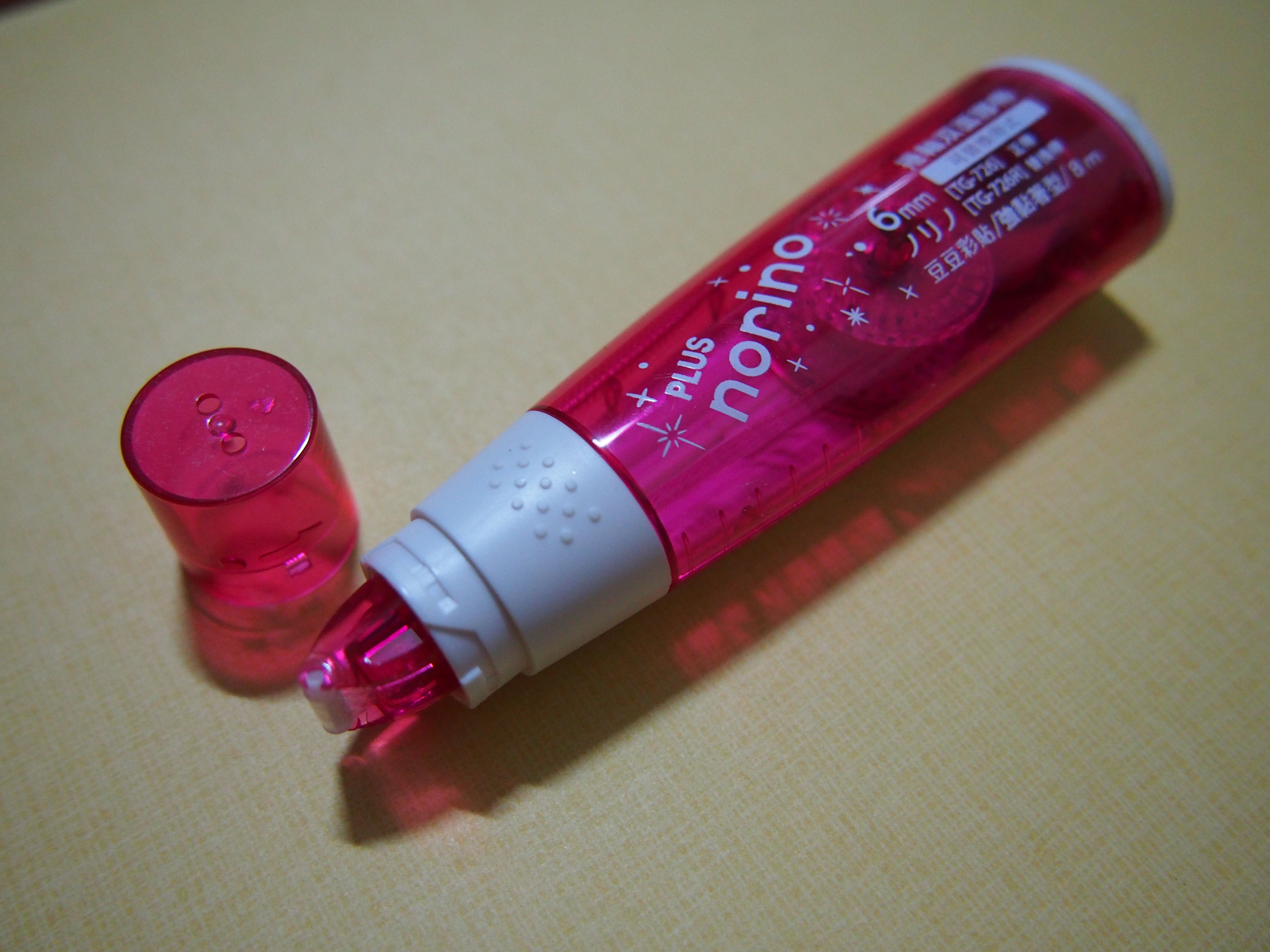
黏貼工具-膠帶膠水

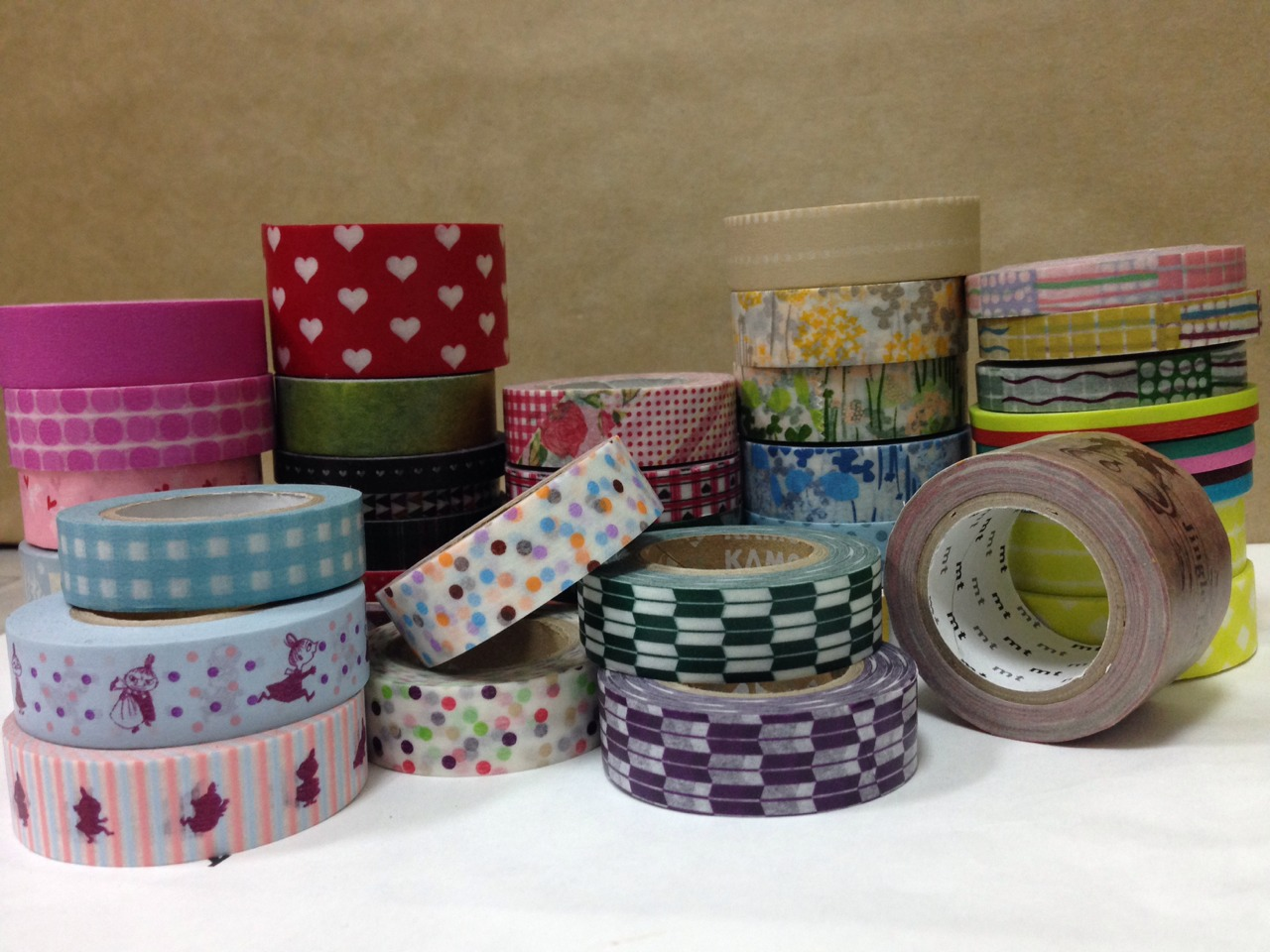
眾多花色的紙膠帶

- 削鉛筆機
- 剪刀
- 美工刀
- 筆刀
- 雕刻刀
- 圓角器
- 碎紙機

### 黏貼工具
使用黏性特性，將某一物品可以固定在另一物品上，不同的黏貼工具有各其用途。包括但不限於。
- 膠水
  - 口紅膠
  - 膠帶膠水
- 白膠
- 膠帶
  - 紙膠帶[3]
- 雙面膠
  - 泡棉雙面膠

### 作圖輔助工具
利用精準的刻度、角度等協助作圖之工具。
- 直尺
- 圓規
- 量角器

### 文具儲存工具
收納各式文具用品。分為硬式的筆盒及軟式的筆袋，以及擺放於桌上的筆筒。

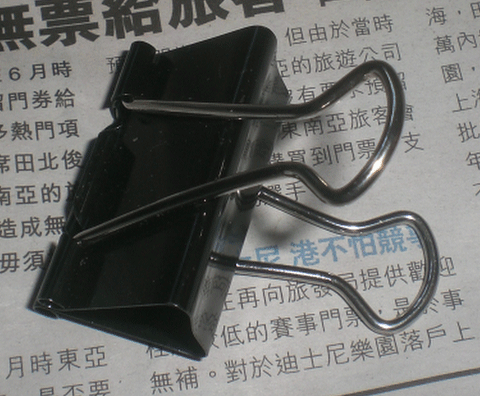
一個黑色的長尾夾

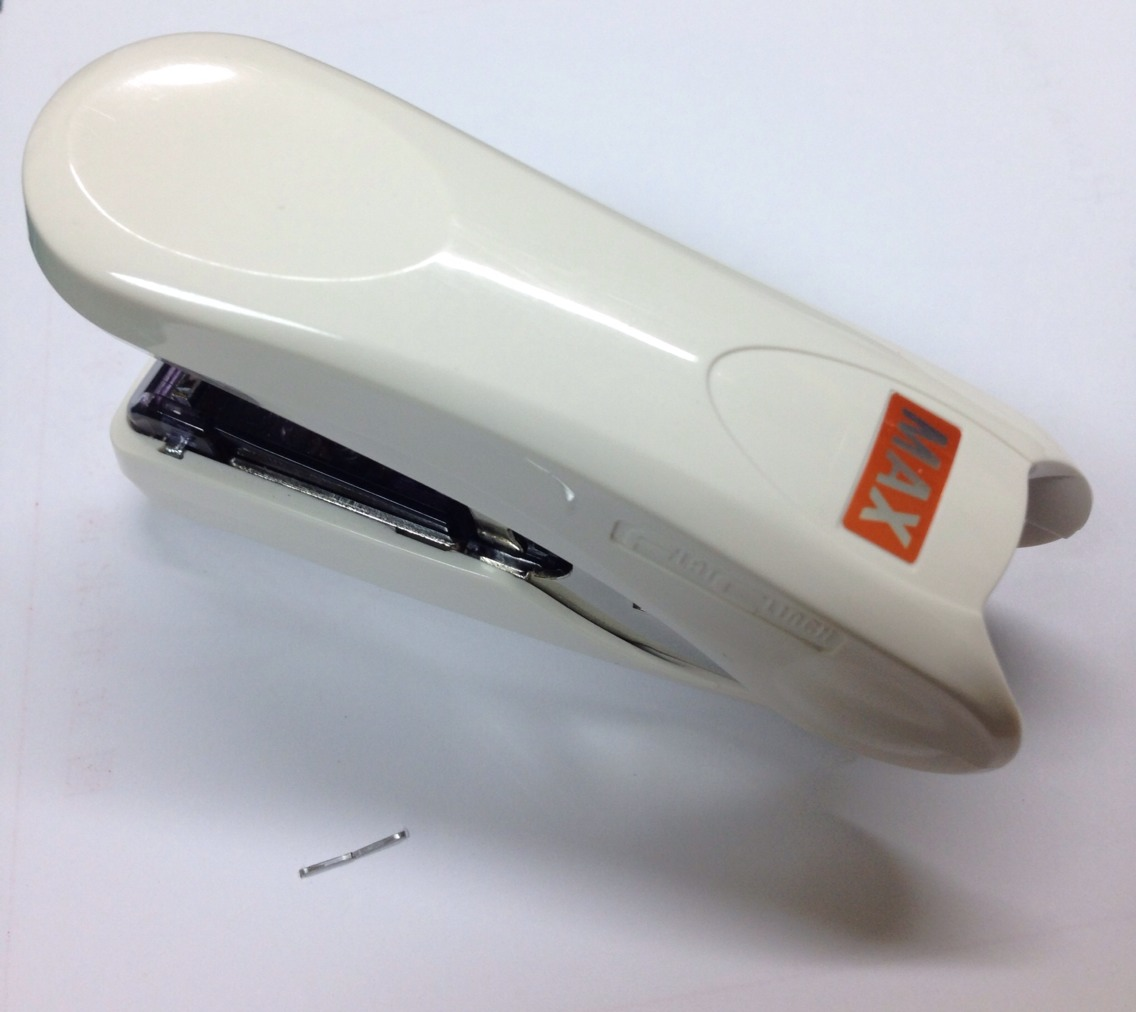
平針釘書機

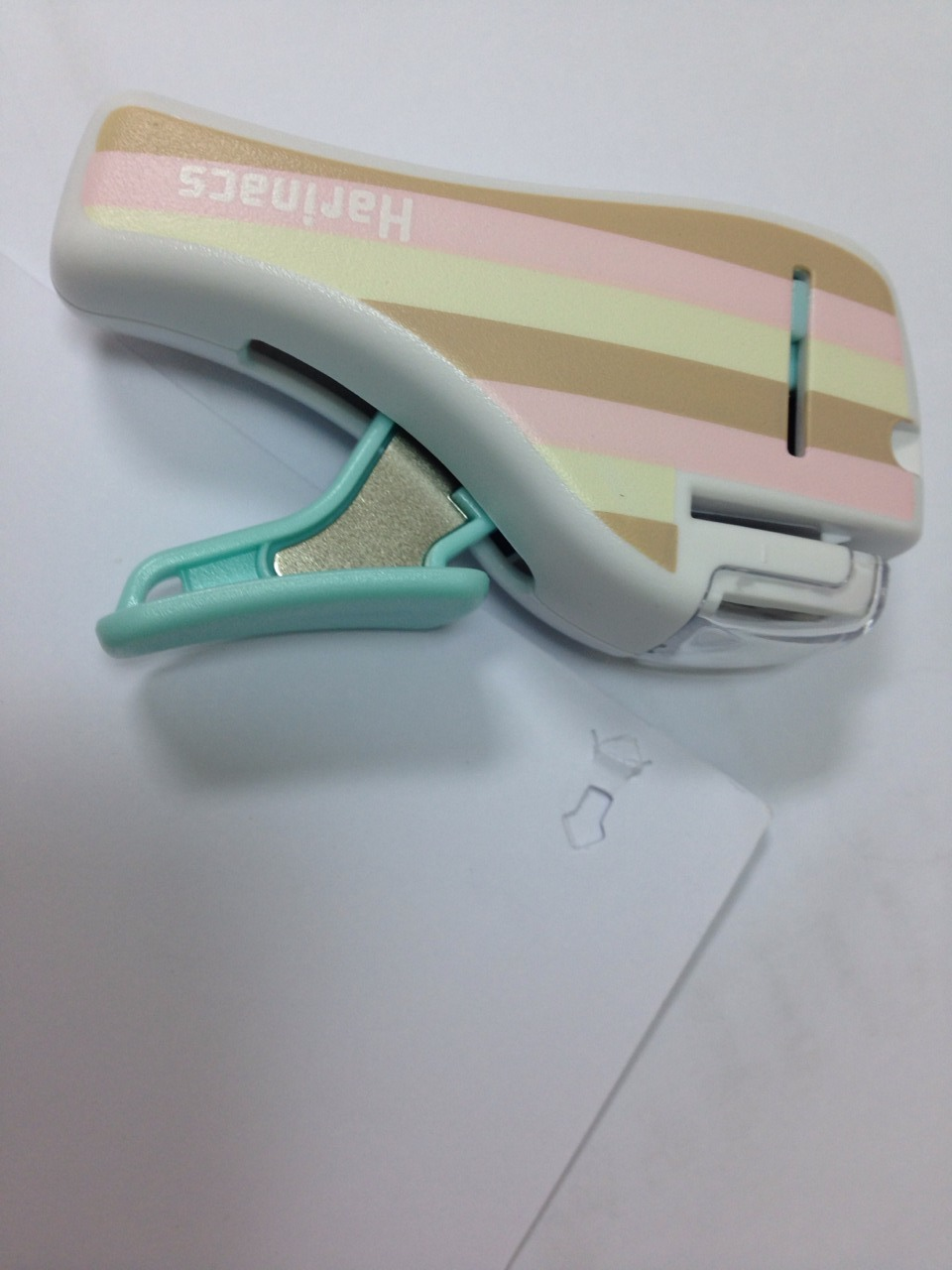
無針釘書機及其功用

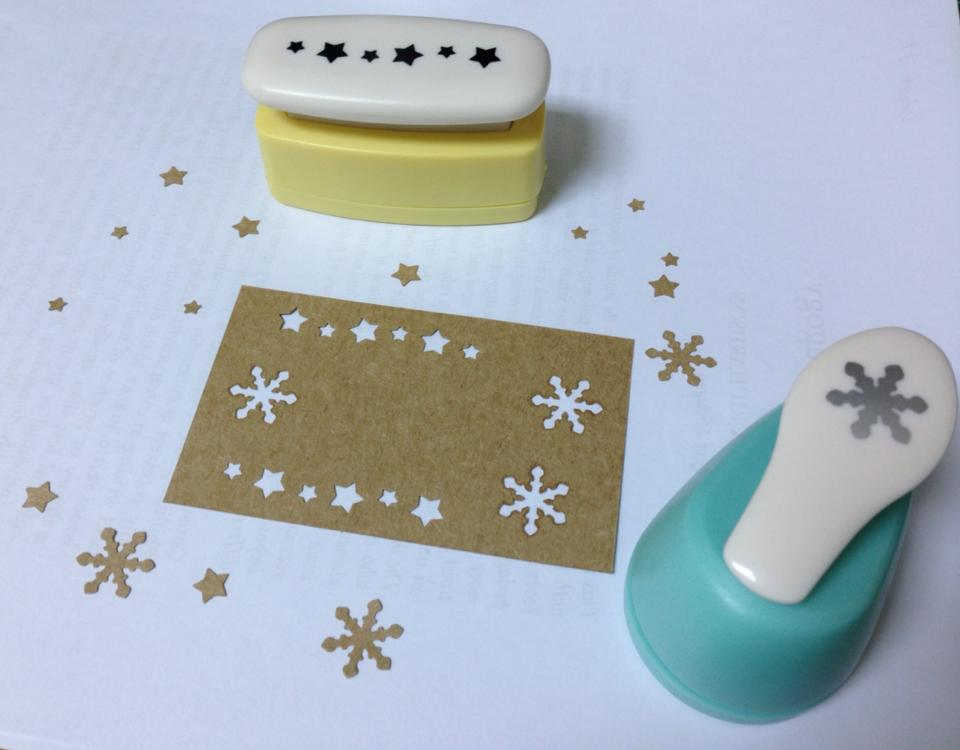
星星與雪花形狀的打孔器

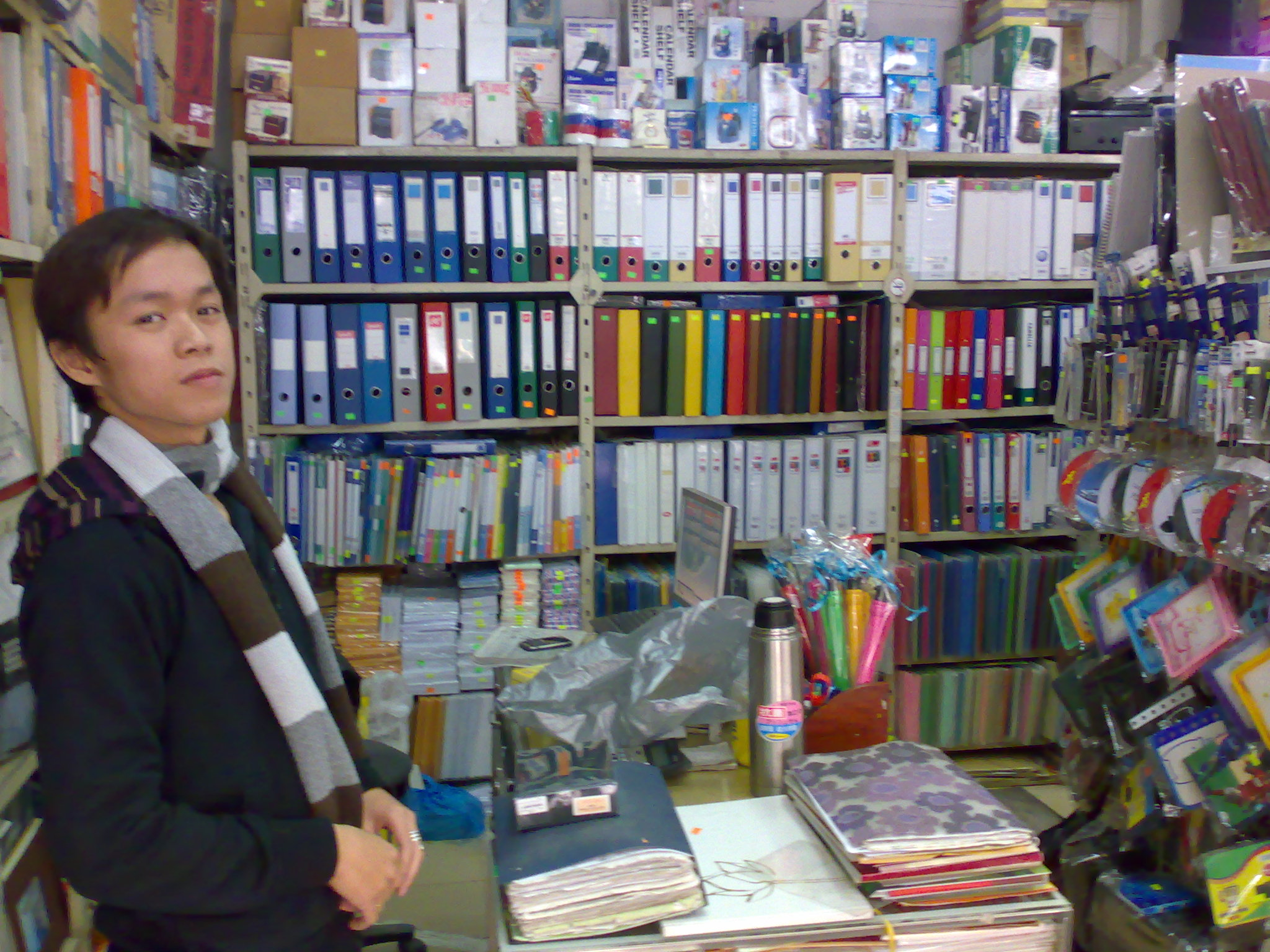
越南河內一間文具店內景

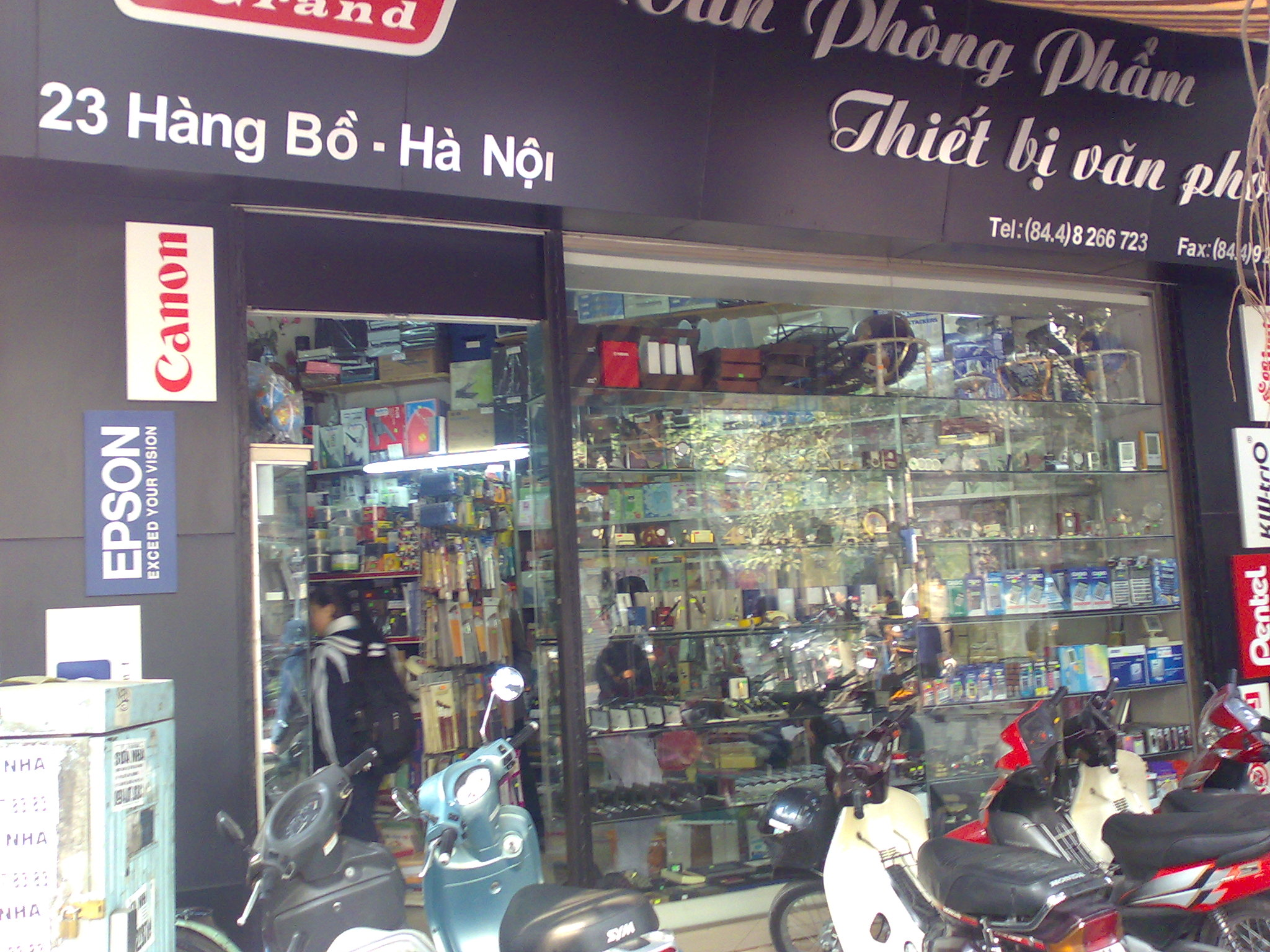
越南河內一間文具店外貌

- 筆盒
- 筆袋
- 筆筒

### 美術用品
- 色筆
- 水彩
- 水彩筆
- 廣告顏料
- 粉蠟筆
- 彩色鉛筆

### 其他
- 圖釘
- 迴紋針
- 長尾夾
- 釘書機
  - 非釘書機
  - 無針釘書機
- 打孔機
  - 造型打孔機
- 印台
- 墊板

## 文具製造商

### 台灣的文具製造商

#### 筆類製造商
- SKB
- 玉兔鉛筆
- 利百代
- 寫吉達
- TOWO東文

#### 修正用品製造商
- 富樂夢

#### 紙製品製造商
- 力韋
- 三螢
- 珠友文化
- 永豐餘
- 四季紙品禮品

#### 裁剪工具製造商
- 足勇

#### 黏貼用品製造商
- 四維膠帶 (鹿頭牌)
- 菊水
- 南寶樹脂

#### 辦公輔助工具
- 自強文具
- SDI (手牌/順德工業)

### 中国大陆的文具品牌
- 得力
- 中華牌
- 齐心
- 晨光
- 悠米
- 真彩
- 广博
- 英雄

### 日本
- KAMOI
- KOKUYO
- Midori
- 三菱鉛筆（uni）
- NT Cutter
- OHTO
- OLFA
- Pentel (飛龍)
- 白金Platinum
- 百樂文具
- 蜻蜓
- 斑馬
- 無印良品

### 歐洲
- 卡達 Caran d'Ache
- 輝柏
- KOH-I-NOOR
- LAMY
- MILAN
- 施德樓

### 美國
- 3M

## 外部連結
- 台灣文具史 （页面存档备份，存于）
- 台灣區教育用品工業同業公會 （页面存档备份，存于）